# Fedderwarden
Fedderwarden è una frazione della città tedesca di Wilhelmshaven, in Bassa Sassonia.

Conta circa 2.000 abitanti.

## Storia
Fedderwarden è una località di antica origine.

Costituì un comune autonomo fino al 1933, quando divenne frazione del nuovo comune di Kniphausen.

Nel 1948, con lo scioglimento del comune, divenne frazione di Sengwarden, seguendone le sorti venendo annessa a Wilhelmshaven nel 1972.